# Puerto de San Gorgonio
San Gorgonio es un puerto de montaña ubicado a unos 485 m s. n. m. entre las sierra de San Bernardino al norte y la de San Jacinto al sur, en el estado de California, Estados Unidos. Junto al puerto del Cajón al noreste, tiene su origen en la falla de San Andrés. Este puerto no es tan empinado como los puertos del Cajón y el Tejón, pero si es uno de los puertos de montaña más profundos de los 48 estados continentales contiguos de los EE.UU, con sierras a ambos lados que se alzan a 2 700 metros sobre el nivel del puerto. El pico de San Gorgonio se localiza en el borde norte del puerto y el monte San Jacinto en el límite sur. El monte San Jacinto cuenta con el quinto lugar en la clasificación de paredes de rocas en América del Norte. Se encuentra al sur de la interestatal 10. Actualmente el puerto de montaña de San Gorgonio se utiliza para enlazar el Área del Gran San Bernardino con Palm Springs y el Valle de Coachella, e incluso puntos más distantes como Fénix en Arizona.

## Historia
En el año 1774 el Virrey de Nueva España encargó al capitán Juan Bautista de Anza del presidio de Tubac en Arizona la construcción de un camino por este puerto de montaña, al que inicialmente nombró Puerto de San Carlos.